# Julie Baumann
Julie Baumann, född Rocheleau 17 juni 1964 i Saint-Jérôme i Kanada, är en schweizisk före detta friidrottare som tävlade i häcklöpning.
Baumanns främsta merit är guldmedaljen från inomhus-VM 1993 på 60 meter häck. På 100 meter häck var hon i OS-final vid Olympiska sommarspelen 1988 där hon blev sexa. Vidare var hon i final vid två världsmästerskap. Vid både VM 1991 och vid VM 1995 slutade hon på femte plats.

## Personliga rekord
Utomhus
- 100 meter – 11,13 (San Jose, 28 maj 1988)
- 100 meter häck – 12,76 (Winterthur, 7 juli 1991)

Inomhus
- 50 meter – 6,30 (Hamilton, 13 januari 1989)
- 50 meter häck – 6,73 (Grenoble, 7 februari 1993) 0NR0
- 55 meter häck – 7,40 (New York, 26 februari 1988)
- 60 meter häck – 7,95 (Karlsruhe, 31 januari 1992) 0NR0